# Charles Tatgenhorst
Charles Tatgenhorst (* 19. August 1883 in Cincinnati, Ohio; † 13. Januar 1961 ebenda) war ein US-amerikanischer Politiker der Republikanischen Partei. Von 1927 bis 1929 war er Mitglied des Repräsentantenhauses der Vereinigten Staaten für den 2. Kongressdistrikt des Bundesstaates Ohio. 

## Biografie
Geboren wurde Charles Tatgenhorst 1883 in Cincinnati. Dort ging er zur Schule. An der University of Cincinnati schloss er 1910 ein Studium der Rechtswissenschaften ab. Im selben Jahr wurde Tatgenhorst als Rechtsanwalt zugelassen und praktizierte fortan als solcher in Cincinnati. Von 1914 bis 1919 stand er als Anwalt in Diensten seiner Geburtsstadt. 1919 zog er nach Cleves um, wo er wiederum als Anwalt tätig war. 
In einer Special Election wurde Tatgenhorst 1927 als Nachfolger des verstorbenen Ambrose E. B. Stephens ins US-Repräsentantenhaus gewählt. Dort vertrat er den 2. Kongressdistrikt bis 1929. Einer Wiederwahl stellte er sich nicht. Er kehrte zurück in seine Geburtsstadt und nahm seine erlernte Tätigkeit wieder auf. Am 3. November 1936 wurde er zum Richter am United States Court of Appeals für den ersten Distrikt von Ohio gewählt. Er diente dort bis Februar 1937. Von 1938 bis 1942 war er Ohio State bar examiner. Im Januar 1941 wurde er Mitglied des Ohio State Banking Board. Er war ebenfalls noch in einigen Posten in der Wirtschaft tätig. 
Tatgenhorst war mit Clara Streble verheiratet und hatte mit ihr einen Sohn, der ihm in seiner Anwaltskanzlei nachfolgte. 1961 starb er in Cincinnati und wurde auf dem Spring Grove Cemetery beigesetzt. 